# Дисней, Эбигейл
Эбигейл Эдна Дисней (род. 24 января 1960, Лос-Анджелес) —  американский продюсер документальных фильмов, филантроп и общественный деятель. Дочь Роя Эдварда Диснея и внучатая племянница Уолта Диснея, самого известного представителя фамилии.

## Биография
Эбигейл Дисней выросла в Северном Голливуде, штат Калифорния, и окончила Школу Бакли, а также Йельский университет (бакалавр, 1982), Стэнфордский университет (магистр) и Колумбийский университет (доктор философии).  Она является дочерью Патриции Энн (урожденной Дейли) и Роя Э. Диснея и внучкой Роя О. Диснея, соучредителя компании Walt Disney Company вместе со своим братом Уолтом Диснеем. Во время получения докторской степени Дисней преподавала английскую и американскую литературу в колледже Айона и написала диссертацию о роли романтизации насилия в американской жизни.
Она продюсировала документальный фильм  «Загнать молитвой чёрта в ад» о кровавом диктаторском режиме Чарльза Тейлора и 2-й Гражданской войне в Либерии , а также является исполнительным продюсером, сценаристом и режиссёром фильма  «Доспехи света», который получил премию «Эмми» за выдающийся документальный фильм о социальных проблемах.